# Polskie ultimatum wobec Litwy
Polskie ultimatum wobec Litwy – ultimatum wysunięte 17 marca 1938 roku, dotyczące polskiego żądania normalizacji stosunków dyplomatycznych pomiędzy Polską a Litwą; zostało przyjęte przez rząd litewski 19 marca tegoż roku.

## Historia
Od czasu buntu Żeligowskiego i zajęcia Wilna w 1920 rząd litewski odmawiał ponownego nawiązania stosunków dyplomatycznych z Polską. Rząd litewski cały czas stał na stanowisku, że zajęcie to było sprzeczne z prawem, i że Wilno jest prawowitą stolicą Litwy. Powołując się na brak układu pokojowego (umowa suwalska i traktat w Kownie wprowadzały jedynie rozejm), strona litewska utrzymywała, że między oboma państwami trwa stan wojny.
Tymczasem w Europie wzrastało napięcie spowodowane agresywną polityką Niemiec nazistowskich. 12 marca Niemcy dokonały aneksji Austrii. Rząd polski, uważając, że szanse na uregulowanie stosunków polsko-litewskich są teraz większe, jak również ze względu na zagrożenie (spowodowane wydłużeniem granic wymagających obrony) podczas możliwej wojny z Niemcami, zdecydował się wystosować ultimatum wobec rządu litewskiego, wzywając go do nawiązania stosunków z Polską. Przyjęcie ultimatum zmniejszyłoby zagrożenie w wypadku agresji Niemiec; Polska nie musiałaby już wiązać części swoich sił na granicy polsko-litewskiej.
Do roku 1938 napięcie w stosunkach polsko-litewskich utrzymywało się. 11 marca na granicy miał miejsce incydent zbrojny, w wyniku którego śmierć poniósł polski żołnierz Korpusu Ochrony Pogranicza strzelec Stanisław Serafin; wydarzenie to dało pretekst do akcji stronie polskiej. W związku z incydentem 17 marca rząd polski za pośrednictwem litewskiego posła w Tallinnie wystosował ultimatum do rządu litewskiego z żądaniem natychmiastowego nawiązania normalnych stosunków dyplomatycznych bez żadnych warunków wstępnych. Wręczył je poseł Polski w Tallinie Wacław Przesmycki. Gen. Edward Śmigły-Rydz (ówczesny marszałek Polski przewidziany na Naczelnego Wodza) przybył do Wilna, wydano też stosowne zarządzenia wojskowe. W całej Polsce masowo organizowano manifestacje popierające politykę rządu pod hasłem "Wodzu, prowadź nas na Kowno!". Ultimatum spotkało się ze zdecydowaną reakcją ZSRR, który wyraził swój brak akceptacji dla tego typu działań podejmowanych przez Polaków, oraz nieprzychylnym nastawieniem Francji i innych państw zachodnich, w mniemaniu których środek ten był na miarę nacisków stosowanych przez Hitlera. 19 marca rząd Litwy przyjął żądania, co pozwoliło unormować stosunki. Polskim przedstawicielem w Kownie został Franciszek Charwat, litewskim w Warszawie Kazys Škirpa.
Normalizacji w kontaktach z rządem polskim pragnęło też wiele środowisk litewskich, wcześniej nie były one jednak w stanie przezwyciężyć silnie antypolskiego nastawienia w rządzie własnego kraju. Zgadzając się na nawiązanie stosunków, Litwa straciła część argumentów związanych z Wilnem, jednak oficjalnie dalej nie uznawała polskich praw do tego miasta. Stosunki polsko-litewskie poprawiły się wiosną następnego roku, po niemieckim ultimatum wobec Litwy, w którym Niemcy zmusiły Litwę do cesji okręgu Kłajpedy.